# لهجه قزوینی
لهجهٔ قزوینی یکی از لهجه‌های زبان فارسی است که مردم شهر قزوین بدان تکلم می‌کنند.

## پیشینه
حَمْدُاللهِ مُسْتوفی قَزْوینی صاحب‌منصب، جغرافی‌دان، مورّخ و شاعر ایرانی (۶۸۰ ه‍.ق قزوین – ۷۵۰ ه‍.ق قزوین) دربارهٔ زبان مردم شهر قزوین در نزهه‌القلوب چنین می‌گوید: " قزوین اگر چه این تومان اول به قزوین منسوب بود، دارالملک ایران شد، آن را مقدم داشتند، ممالک و مذاهب هستند، زبانشان هنوز یک‌رویه نشده ولی به فارسی ممزوج مایلتر است".
آدام اولئاریوس، (زادهٔ ۲۴ سپتامبر ۱۵۹۹ – مرگ ۲۲ فوریه ۱۶۷۱) پژوهشگر، جغرافیدان آلمانی در سفرنامه‌اش به ایران زبان مردم قزوین را چنین ذکر می‌کند: " زبان اهالی قزوین فارسی است، ولی لهجه بخصوصی دارند که می‌توان قزوینی‌ها را از سایر ایرانی‌ها مانند هلندی‌ها از آلمانی‌زبانان تشخیص داد".
اولیا چلبی، سیاحِ معروفِ عثمانی، در سیاحتنامه خود (۱۶۴۷ تا ۱۶۵۴ میلادی)، زبان مردم قزوین را اینگونه شرح می‌دهد: «اکثر اهالی قزوین عارف و ظریف، فصیح و بلیغ هستند و از این رو با همدیگر به فارسی نازک (ظریف) سخن گویند، اما عربی نیز می‌دانند.»
ادوارد براون در کتاب یک سال در میان ایرانیان می‌نویسد: برداشت‌هایی از زندگی، شخصیت و اندیشه مردم ایران - در مدت اقامت دوازده‌ماهه در آن کشور در سالهای ۱۸۸۸–۱۸۸۷ نوشته که می‌گوید: "در حوالی قزوین و فقط چهار یا پنج مرحله پس از تهران فارسی به‌طور مشخص بر ترکی غالب است؛ ولی بازار قزوین مانند بازار شهرهای تبریز، خوی و زنجان بود. اما در مورد مردم، قزوینی‌ها از آذربایجانی‌ها رفتارشان ملایم‌تر و پیچیده‌تر است. زبان فارسی توسط آنها به‌طور عمومی و عمده صحبت می‌شود".

## ویژگی‌ها

### تکرار
استفاده از واژه‌های قرینه و ساختار تکرار در لهجهٔ قزوینی بسیار مرسوم است، و بسیاری از تعابیر مورد استفاده در لهجهٔ قزوینی دوواژه‌ای است؛ به‌گونه‌ای که واژهٔ دوم با پذیرفتن ساختار آوایی از واژهٔ اول اتخاذ شده است. مانند: اَجَق‌وَجَق (عجیب و غریب)، جیجیک‌پیجیک (وسایل تزیینی)، تَخته تُوخته (اسباب و اثاثیهٔ چوبی)، سر خود دل خود (خودرأی)، هِرتی شُورتی/ هِرتی شُرتی (شلخته) و…
گاهی هم تکرار کامل کلمهٔ قبل، مانند: ویجال‌ویجال (نامرتب و به‌هم‌ریخته)، جاویدجاوید (ویژگی صحبتِ تند و سریع، نامفهوم)

### نام‌آواهایقزوینی
نام‌آواها در لهجهٔ قزوینی به دو قسمت تقسیم می‌شود:
- بخش اول نام‌آواهایی هستند که بر اثر تکرار صوت طبیعی به‌وجود آمده‌اند؛ مانند: گِله‌گِله (قطره‌قطره)، دی‌دی‌وید (ریز ریز و پاره‌پاره)، فِق‌فِق (نشانهٔ درد عصبی)، وز وز (صدای ناهنجار) و…
- بخش دوم نام‌آواهایی هستند که مستقیماً از ریشهٔ فعل اقتباس شده‌اند. شایان ذکر است که این‌گونه نام‌آواها مختص لهجهٔ قزوینی است؛ مانند: سُخ‌سُخ (از ریشهٔ فعل "سوختن")، دوز دوز (از ریشهٔ فعل "دوختن") و…بزگ دوزگ (آرایش کردن. نو کردن)

## اشخاص معروف به لهجهٔ قزوینی
- حافظ صابونی قزوینی[۷]
- علی‌اکبر قافله‌باشی[۸]

## اشعاری به لهجهٔ قزوینی
یک ترانه به لهجهٔ قزوینی از شهید مقبل:
| یه خانه داشتیمان کُنج بلاغی     |  | خانه مان مِماندش عین سلاخی     |
| یه کرسی داشتیمان سه‌پایه‌ای داشت |  | لحاف کرسیمان چل تا پینه داشت  |
| یه پنجره داشتیم روشنا مِداد     |  | اگه کهنه مِبستی، نیم شفا مِداد  |
| یه‌هو دیدم صدای فش‌فش درآمد      |  | لنگه دَرمان از جاش یهو درآمد   |
| یادت مِیاد قدیم چه وضعی داشتیم  |  | زیر لحاف کُرسیمان دیزی مِذاشتیم |

از اشعار کهن و بامزهٔ قزوینی دربارهٔ مراسم خواستگاری:
| نَمِدانیم چو کُنیم هرجا مِریمان دِلمان وا نَمِشَد |  | دل به هرکَس کهِ مبندیم باهامان تا نَمِشد      |
| کارِمان بَس گِرَه خوردَس دیَه هیش وا نَمِشَد       |  | بَختمان هَمچَه دَ خوابَس دیَه هیش پا نَمِشَد       |
| گُفتَه بودم که بِرَم دَمِ خانَشان بیبینمشان      |  | پیش اون بزرگتراش قسم خوران بیگیرمشان      |
| سر کُلَک رسیدم؛ خَندَه کنان بِدیدَمِشان          |  | قوربانِ بَختِم بِرَم؛ خوشِلَه خوشان بدیدمشان     |
| نِصبَ شَب هوشتَک زنان بِدیدَمِشان                |  | تولَمَه مِچَرخانید با دخترِ صاب خانَشان         |
| هِرتی تَهِ دِلِم صدا کرد اومدَم به پیششان       |  | قَصدِم این بود که بیگیرم ویشکینی از قومبِشان |
| گفتمش یه ماش بِدِه خَندَه کنان گفت نَمِشَد       |  | قولتوقم دَردِ مکند؛ شرمم میاد؛ روم نَمِشپد    |
| گفتَمش گردش بریمان شَبِ جُمعَه؛ نه مشد         |  | با یه مَن ناز و ادا گِفتش که هرگز ّنمشد      |
| چُو کُنیم هرجا مِریمان دِلمان وا نَمِشَد         |  | دل به هرکَس کهِ مبندیم باهامان تا نَمِشد      |

و شعری دیگر:
| زورکی گوشت خریدم بُردم که دادم به خانه |  | گفتم اینه کباب کنید بازم برای عصرانه |
| گربه هه تا مفمد مِجّد مِرد تو قابلمه     |  | سرته انوری کنی مِپَّره مِره تو قابلمه    |
| گوشته ره گربه خوردس بالام جان         |  | نَخودا ره مرغه خوردس بالام جان        |
| ایوا ما گشنمانس بالام جان             |  | مرغه تو آسمانس بالام جان             |

و شعری دیگر:
| بگم از شهرمان این شهر دیرین  |  | بگم از لهجمان فارسی شیرین        |
| منم قزوینیم با اصل ریشه      |  | نخواهم زد به این فرهنگ تیشه      |
| مُخوریم اِشکنه اُ کشکه بادمجان  |  | با نان سنگک خاش خاش بالام جان    |
| مُخوریم کله جوش آبگوشت و دیزی |  | غذامان سالمَس، دور از مریضی       |
| نخور پیتزا، نخور مرغ سوخواری |  | بخور نانِ پنیر، کُنج بخاری         |
| هوا که گرم مِشد، بِجّه تو اِیوان |  | بخور آب دوغ خیار، نعنا، با ریحان |

## واژه‌نامه
- اَدی بودی = رابطهٔ پنهانی
- اَندا مَندا = بهانهٔ وسواسی
- اسکلیدن = پاره شدن
- اُشقونج = ریواس
- اُشکو زدن = لکهٔ مانده شده روی لباس
- اَقُزُه = به‌قدری؛ به‌اندازه‌ای
- اُکُرمَه = گریه و زاری فراوان
- اَلَمبه = دراز، به بلندی تیر
- اَنقَصداً یا بَراَنقَص (عن قصداً، بر عن قصد):از روی قصد؛ عمداً
- اِینود = غریب رفتار
- آتیشَه رِکَه = جرقهٔ آتش؛ آتیش پاره
- آخوره = آبخوره، زیرزمین
- آلا بینیم = زودباش!
- آلا قِر قِر = زودباش دیگر / هرچیز سست و بی دوام و ظاهرفریب
- آهان دیه = بله دیگه
- بادیَه = کاسه؛ بشقاب
- بالام جان = عزیزم
- بامبَه زدن = تو سری زدن
- ببم = پسرم
- ببم جان = پسرم
- بِجَه بِجَه = جنب و جوش فراوان؛ جهیدن زیاد
- بچُرّی = بی عرضه گی
- بدگِل = زشت
- بَستو = کوزه
- بودبودک = کنایه از بچه ای که پیش فعالی دارد
- بیدملقی = بید مجنون
- بیلگ = مچ دست
- پُخُم بَک = بی خاصیت
- پرپین کردن = دعا خواندن
- پسینه = گنجه
- پَشّام کردن = در خواب کلافه شدن
- پلو = مچل
- پول = یکن
- پَیاده مِشم = پیاده میشم
- پیتاندن = پیچاندن (بپیت = بپیچ)
- پیت خوردن = دور زدن
- تاس = (از) وسایل حمال
- تاسَه کردن = دلتنگ کسی شدن
- تَخِتمه = قاطی کردن (غدا)
- تخیدن = خوردن، کوفت کردن
- تس‌انبله = آدم شل‌وول (بعضی جاها: شکم)
- تُس‌باغه = بچه پررو
- تَکَل = تایر
- تِلّه کَشی = کار بیش از حد معمول
- تُنُکَه = شلوار کوتاه زنانه
- تَنگامه = تنگنای وقت
- جان به سر = کلافگی
- جان عزیز = جان دوست
- جرماغ = چنگ زدن
- جِزّه جگر زدن = آتش گرفتن دل
- جیکُ پیک = وسایل تزئینی
- جیله = ریزه و کوچک
- چاچولک باز = خیلی زرنگ
- چاچَه = حوضچهٔ کوچک آب
- چاشنه بند = در درس به جایی نرسیدن
- چاغالَه = بادام و زردآلوی تازه و کال
- چرپاندن = به‌زور جا دادن، کتک زدن
- چرت‌گوز = آدم مدعی
- چُرّیدن = چکیدن
- چَشته خور = بد عادت
- چشماشه درآوردن = خیره شدن تیز به کسی
- چُغُوریی = چاله
- چقّری = چاله
- چُمبه = چوب کوچک کشمش
- چیس میه؟ = چیه مگه؟
- چوچَک = گنجشک
- خاگینه = غذایی با تخم مرغ و شیره
- خانه مانده = کنایه به دختر ازدواج نکرده
- خَجَّه خبرچین = آدم دهن لق
- خرتلاق = خرخره
- خرتلاق = گلو
- خَرّه = گل لای کف حوض
- خَرَّه به سر = خاک بر سر
- خُسرک = مادر شوهر
- خُسیدن = وا دادن
- خُولِ وِیل = کج و کوله
- خیدیگ = قلقلک
- د بیا د = بیا دیگه
- دار دار کردن = عالم آدم را خبر کردن
- دَخو = لقب دهخدا (ساده دل)
- دِردو = آدم جلب
- دسه زن = ناخنک زدن
- دُکّان = مغازه
- دَمَخیز = ضعیف‌کشی/ سراشیبی
- دُندُک = نوک پرنده
- زابرا = سرگشته
- زِرتاب = آبکی
- زرت‌زرت = دائماً، به‌صورت مداوم
- زِرتینه = یهو
- زرد اَنبو = کمبود ویتامین دار
- زُفکُنه = اُردنگی
- زق‌زق = سر و صدا کردن
- زُمرقه = مشت
- زیبیلدانی = آشغالی
- زینگیله = یک مقدار کم (چند انگور به هم چسبیده)
- زیوار = پایه؛ قائمه
- زیویل (زیبیل) = زباله، آشغال
- ساپ = نخ/ دل‌درد
- سانجو = دل‌درد
- سَخسی = بستو
- سِرتق = پررو
- سرعقب کردن = دنبال کردن
- سُماق بالان = آبکش
- سِندِ سال = لحنی از سن و سال
- شونقور مونقور = حالت چشمان خمار و خواب‌آلود
- طناف = طناب
- عَوَضالش = در عوض
- غَلافشَه = دختر سربه‌هوا؛ شیطان
- غلاق = کلاغ
- فَتیله = فیتیله
- فِق‌فِق = پرش‌های عصبی پوست؛ تیک عصبی
- فقو= ترش‌مزه
- قاخنج = درده دادن
- قایم قُدَه (ا) = فامیل شوهر که در کار عروس دخالت می‌کنند
- قبرقه = پهلو و قسمتی از سینه
- قَتَره = کوتاه و کوچک
- قِر و قمیش = ادا درآوردن
- قرساقش برنمی‌داره = دلش نمی‌خواد، حال نمی‌کنه
- قُلچاق = عروسک
- قَمچیل = کمربند سگک دار
- قیش = کمربند
- قیماق = سرشیر
- کش‌پنتور = کرمک (وسیله‌ای در دوچرخه)
- کَشکَرک = نوعی پرنده
- کفنا = گرسنه
- کُلدک = چندلایی کردن
- کُلُفت = چاق
- کوته‌نَنگ = کم‌عقل، شیرین‌عقل
- کوسَگَلین = لباس مخصوص قزوینی‌ها در گذشته دور
- گران‌گاز = گران‌فروش
- گُسنه = گرسنه
- گُـلُـمبه = برآمده
- گوز بالا گوز = دست گل به آب دادن
- گوز کردن = کمر خمیدگی
- گوگال = سوسک سیاهی که در فصل بهار و تابستان است
- لال اَوا = لالمونی گرفتن
- ماچ = بوس (مصافحه کردن)
- مفرش = زیرانداز هنگام خوردن غذا در خانه
- نادِنجی = لحنی از ناودان/ ناآرامی و بی‌قراری‌های کودک
- نمرَه = شماره تلفن
- نیم‌زگیل = در نیمه‌باز
- واج انداختن = به هوس انداختن
- وَخمیات (وخمیاد) = قبرستان
- وِندر = زشت، پرو، عنکبوت سیاه (در تداول مردم قزوین) سخت سیه‌چرده و استخوانی
- وِیدل = آدم بدغذا یا وسواسی
- ویشگال = کندکاو کردن
- هُر هُر = دلهره داشتن، استرس
- هُرّی دِلِم رِخت = تو دلم خالی شد، مضطرب شدم
- هکّه ور = زورگو
- هوشتک = سوت
- هولَ وَلا = دستپاچه شدن، هول به جان افتادن
- یَخه کردن = خِفت کردن
- یه قر بخوریم= گشتی بزنیم
- ببم جان=پسرم